# Monchy-le-Preux
Monchy-le-Preux ist eine französische Gemeinde mit 656 Einwohnern (Stand: 1. Januar 2022) im Département Pas-de-Calais in der Region Hauts-de-France. Die Gemeinde gehört zum Arrondissement Arras und zum Kanton Arras-2 (bis 2015: Kanton Vitry-en-Artois).

## Geographie
Monchy-le-Preux liegt drei Kilometer südöstlich des Stadtzentrums von Arras. Umgeben wird Monchy-le-Preux von den Nachbargemeinden Fampoux und Pelves im Norden, Boiry-Notre-Dame im Osten, Vis-en-Artois im Südosten, Guémappe im Süden, Wancourt im Süden und Südwesten sowie Feuchy im Westen und Nordwesten.
Durch die Gemeinde führt die Autoroute A1. An der südlichen Gemeindegrenze verläuft der Fluss Cojeul.

## Geschichte
In der Schlacht bei Arras (1917) kam es zu erheblichen Gefechten zwischen den deutschen und britischen sowie kanadischen Truppen.

## Bevölkerungsentwicklung
| Jahr                      | 1962 | 1968 | 1975 | 1982 | 1990 | 1999 | 2008 | 2013 |
| ------------------------- | ---- | ---- | ---- | ---- | ---- | ---- | ---- | ---- |
| Einwohner                 | 437  | 465  | 423  | 455  | 487  | 521  | 550  | 678  |
| Quelle: Cassini und INSEE |      |      |      |      |      |      |      |      |

## Sehenswürdigkeiten
- Kirche Saint-Martin, nach dem Ersten Weltkrieg wieder aufgebaut
- Britischer Militärfriedhof und Mahnmal für das kanadische Neufundland-Regiment
- Reste des alten Schlosses
- Kapellen